# Януш Войчеховски
Януш Чеслав Войчеховски (на полски: Janusz Czesław Wojciechowski) е полски политик.
Роден е на 6 декември 1954 година в Рава Мазовецка. Завършва право в Лодзкия университет, след което е прокурор (1977 – 1980), съдия (1980 – 1993) и председател на полската сметна палата (1995 – 2001). След това е депутат в полския (2001 – 2004) и Европейския парламент (2004 – 2016) от Полската народна партия, която оглавява през 2004 – 2006 година. През 2006 година преминава в отделилата се партия „Пяст“, а през 2010 година – в „Право и справедливост“. През 2016 – 2019 година е член на европейската сметна палата, а от 1 декември 2019 година е еврокомисар за земеделието в Комисията „Фон дер Лайен“.